# Lothar Udo I.
Lothar Udo I. (* nach 994; † 7. November 1057) war von 1036 bis 1057 Graf von Stade und ab 1056 Markgraf der Nordmark.

## Leben
Lothar Udo war der einzige Sohn des Grafen  Siegfried II. von Stade aus dem Hause der Udonen und der Adela von Alsleben, Tochter von Graf Gero von Alsleben. Er folgte dem Vater 1037 und wurde Graf von Stade und im Largau, Steiringgau, Schwabengau und Hochseegau und Vogt von Heeslingen und Alsleben. Der ursprüngliche Herrschaftsbereich der Grafen von Stade lag an der unteren Elbe um Harsefeld und Stade. Sie besaßen aber infolge einer Eheverbindung, die im 1. Drittel des 11. Jahrhunderts geschlossen wurde, auch im östlichen Sachsen Güter und Rechte.
Udo stand im Konflikt mit den Bremer Erzbischöfen  Adalbrand und Adalbert wegen Vogtei- und Grafenrechten. Er erschlug 1052/53 seinen entfernten Vetter Ekbert von Elsdorf-Stade und beerbte ihn. Im Jahr 1044 wurde Wilhelm, Sohn des Grafen Bernhard II. von Haldensleben, neuer Markgraf der Nordmark. 1056, in der Schlacht bei Pritzlawa (Havelberg), wurde das sächsische Heer von den slawischen Lutizen vernichtend geschlagen. Dabei fiel Wilhelm, und Kaiser Heinrich III. belehnte Lothar Udo I. mit der Nordmark. Zusätzlich erbte er auch die Komitate und Vogteien des Hauses Haldensleben. Dieses Reichslehen in der sächsischen Nordmark stärkte die Stellung der Udonen in diesem Raum. Der sich gegen diese Entscheidung auflehnende Otto, Sohn Bernhards II., wurde von den Brunonen am 26. Juni 1057 bei Haus-Neindorf an der Selke erschlagen. 
Lothar Udo führte 1057 noch einen Rachefeldzug gegen die Liutizen.

## Familie
Lothar Udo war verheiratet mit Adelheid, vermutlich eine Gräfin von Oeningen und Tochter des Grafen Kuno von Oeningen. Beider wohl einziges Kind war Lothar Udo II.
| Personendaten    | Personendaten                            |
| ---------------- | ---------------------------------------- |
| NAME             | Lothar Udo I.                            |
| KURZBESCHREIBUNG | Graf von Stade und Markgraf der Nordmark |
| GEBURTSDATUM     | nach 994                                 |
| STERBEDATUM      | 7. November 1057                         |